# 布列塔尼统治者列表
布列塔尼公爵（duc de Bretagne）是法国布列塔尼地区的统治者的称号。布列塔尼公國是一个独立性极强的地区，居民有自己的语言。在法国的封建专制制度完成之前，历代布列塔尼公爵很少服从法国国王。
在公爵爵位确立之前，布列塔尼领主曾采用国王的称号。

## 加洛林王朝統治下的公爵
- 841年 - 851年 內維諾（英语：Nominoe），作為皇帝虔誠者路易的皇室檢察官，凡恩伯爵，可以說是布列塔尼公爵
- 851年 - 857年 埃里斯波（英语：Erispoe），先為公爵，其後自稱為國王
- 857年 - 874年 所羅門（英语：Salomon, King of Brittany），先為公爵，其後於868年自稱為國王
- 874年 - 877年 帕斯基坦（英语：Pascweten），統治布列塔尼（南部）與古爾萬
- 874年 - 877年 古爾萬（英语：Gurvand），統治布列塔尼（北部）與帕斯基坦
- 877年 - 888年 朱迪卡埃爾（英语：Judicael, Duke of Brittany），古爾萬的繼任者（北部），與阿朗大帝（南部）一起統治布列塔尼
- 876年 - 907年 阿蘭一世，布列塔尼國王
- 908年 - 913年 古美隆（英语：Gourmaëlon），科努瓦耶伯爵

被維京人佔領於907年-937年間的繼承被中斷。

## 南特王朝（英语：County of Nantes）
- 937年 - 952年 阿朗二世
- 952年 - 约958年 德羅貢
- 958年 - 979年 奧埃爾一世（英语：Hoël I, Duke of Brittany）
- 979年 - 988年 盖雷克
- 988年 - 990年 阿朗 (三世)（英语：Alan, Count of Nantes (988–990)）

## 雷恩王朝（英语：Count of Rennes）
- 980年 - 992年 孔南一世（英语：Conan I of Rennes），打敗南特伯國，並隨著阿朗 (三世)去世而成為布列塔尼公爵。
- 992年 - 1008年  若弗鲁瓦一世
- 1008年 - 1040年 阿朗三世
- 1040年 - 1066年 孔南二世
- 1066年 - 1072年 哈瓦絲（英语：Hawise, Duchess of Brittany），阿朗三世女兒，嫁給科努瓦耶伯爵阿蘭·坎希亞特（英语：Alain Canhiart）之子奧埃爾二世，開啟科努瓦耶王朝

## 科努瓦耶王朝
- 1066年 - 1084年 奧爾二世
- 1084年 - 1112年 阿蘭四世
- 1112年 - 1148年 康南三世
- 1148年 - 1156年 奧爾三世（英语：Hoel III, Count of Nantes）

## 龐蒂耶夫王朝（英语：Counts and dukes of Penthièvre）
- 1148年 - 1156年 埃翁二世（英语：Odo II, Viscount of Porhoët）
- 1156年 - 1166年 孔南四世
- 1166年 - 1201年 康斯坦絲

## 安茹王朝
- 1181年 - 1186年 若弗鲁瓦二世與康斯坦丝
- 1201年 - 1203年 康斯坦丝與阿蒂尔一世
- 1199–1201 康斯坦丝與居伊（英语：Guy of Thouars）

阿蒂尔未结婚的姐姐和合法继承人埃莉诺因被囚在英格兰直至1241年去世而未能继承，仅为名义上的女公爵，直至1214年英王约翰停止对她的支持。

## 图阿尔王朝
- 1203年 - 1213年 圖阿爾的居伊（英语：Guy of Thouars）
- 1213年 - 1221年 阿丽丝與皮埃爾一世

## 德勒王朝
- 1213年 - 1237年 皮埃爾一世
- 1237年 - 1286年 约翰一世
- 1286年 - 1305年 约翰二世
- 1305年 - 1312年 阿蒂尔二世
- 1312年 - 1341年 约翰三世

## 布列塔尼爵位继承战争
| - 1341年 - 1365年 龐蒂埃夫勒的讓娜 和夏尔·德·布卢瓦 | - 1341年 - 1365年 龐蒂埃夫勒的讓娜 和夏尔·德·布卢瓦 | - 1341年 - 1365年 龐蒂埃夫勒的讓娜 和夏尔·德·布卢瓦 |  | - 1341年 - 1345年 约翰四世，蒙福尔伯爵 - 1345年 - 1399年 約翰五世，蒙福尔伯爵 | - 1341年 - 1345年 约翰四世，蒙福尔伯爵 - 1345年 - 1399年 約翰五世，蒙福尔伯爵 |

## 蒙福尔王朝
- 1364年 - 1399年 约翰五世
- 1399年 - 1442年 约翰六世
- 1442年 - 1450年 弗朗索瓦一世
- 1450年 - 1457年 皮埃爾二世
- 1457年 - 1458年 阿蒂尔三世
- 1458年 - 1488年 弗朗索瓦二世
- 1488年 - 1514年 布列塔尼的安妮

## 瓦卢瓦-昂古莱姆王朝
- 1514年 - 1524年 法蘭西的克洛德和法蘭索瓦二世
- 1524年 - 1536年 法蘭西的法蘭索瓦，弗朗索瓦三世公爵
- 1536年 - 1547年 法蘭西的亨利，1547年繼任法蘭西國王